# Dolores (Samar oriental)
Pour les articles homonymes, voir Dolores.
Dolores est une localité de la province du Samar oriental, aux Philippines. En 2015, elle compte 42 866 habitants.